# Dolichopeza (Nesopeza) laetipes
Dolichopeza (Nesopeza) laetipes is een tweevleugelige uit de familie langpootmuggen (Tipulidae). De soort komt voor in het Oriëntaals gebied.